# 提姆·雷恩斯
老提摩西·雷恩斯（英語：Timothy Raines Sr.，1959年9月16日—），綽號「Rock」，為美國職棒大聯盟的左外野手，生涯曾效力過博覽會、白襪、洋基、運動家、金鶯與馬林魚等隊。2013年，雷恩斯在藍鳥隊擔任跑壘指導員。2017年，他成功入選名人堂。
雷恩斯生涯入選7次明星賽，4次盜壘王與1次打擊王。雷恩斯的打擊技巧和選球十分出色，使他一直保持著很不錯的上壘率。雖然同時期的韓德森是更為知名的盜壘專家，但雷恩斯同樣以超高的盜壘成功率聞名，他生涯以84.7%的成功率跑出808次盜壘成功（史上第五高）：自從大聯盟官方開始記錄盜壘失敗以來，所有進行至少500次盜壘嘗試的人裡面，雷恩斯擁有最高的盜壘成功率。綜合這些因素，雷恩斯也被認為是大聯盟史上最傑出的首棒打者與跑者之一。

## 職業生涯

### 蒙特婁博覽會
1977年大聯盟選秀，博覽會在第五輪選進雷恩斯。1979年，他以代跑身分上場6場比賽。1980年，他短暫擔任幾場二壘手，其餘時間都擔任外野手。1981年，儘管賽季因為罷工而縮減，雷恩斯依舊繳出3成04的打擊率，並上演71次盜壘成功，拿下國聯盜壘王。他也一度寫下職業生涯前27次盜壘都成功的紀錄，最後他在新人王票選拿下第二名，僅次於費南多·瓦倫祖拉。
1982年，雷恩斯表現稍微下滑，打擊率為2成77。隔年他上演90次盜壘成功，寫下隊史次高紀錄，而單季跑回133分為隊史紀錄。1986年，他以3成34的打擊率拿下打擊王，並拿下銀棒獎。
1986年11月12日，雷恩斯成為自由球員。不過由於薪資過高的關係，沒有球隊敢隨便和他簽約。1987年5月1日，無球可打的雷恩斯只好和博覽會續簽3年500萬美元的合約。儘管他沒有參加春訓，他卻在回歸大聯盟的首戰開轟。他在球季最後一場比賽的10局上敲出致勝滿貫砲。
Even without having played in April, Raines led the Expos in runs, walks, times on base, runs created, and stolen bases, in addition to batting average, on-base percentage, and slugging percentage.就算他缺席一個月，他的各項打擊數據都是全隊最高，而他也獲得明星賽MVP。

### 生涯後期
1990年12月20日，博覽會將雷恩斯、Jeff Carter和一名日後指定球員交易到白襪，換來Iván Calderón及Barry Jones。
到了白襪的第一年，雷恩斯繳出2成68的打擊率。白襪最終拿下分區第二，無緣闖進季後賽。1992年，他的打擊率為2成94。1993年，儘管他在季初因為拇指韌帶受傷缺席近6週，他還是繳出3成06的打擊率，並敲出16轟。白襪隊也成功拿下分區冠軍，並在美聯冠軍賽與藍鳥對決。可惜雷恩斯繳出了4成44的打擊率，白襪隊還是遭到藍鳥淘汰。
1995年12月28日，白襪將雷恩斯交易到洋基。雖然他在洋基因為傷勢不斷導致出賽不穩定，但他還是拿下了兩座冠軍。 he contributed to a loose clubhouse atmosphere,1998年6月10日，雷恩斯完成生涯800次盜壘成功。
1999年1月，雷恩斯加入運動家。7月23日，他因為罹患紅斑性狼瘡而進行手術，並缺席剩餘球季。

### 重返賽場
2000年，他加入洋基隊，但在3月23日遭到釋出。之後他加入博覽會，並在隔年重返大聯盟，最後繳出3成08的打擊率。
2001年5月31日，他因為肩膀受傷而到3A進行復健賽。8月21日，他和兒子雷恩斯二世成為第一對在正式棒球比賽中互相競技的父子檔(當時是3A的比賽)。10月3日，博覽會將雷恩斯交易到金鶯。隔天金鶯特別讓雷恩斯和他兒子同場出賽，讓他們成為史上第二對同時以隊友身分出賽的父子檔。
2002年，雷恩斯加盟馬林魚，他也是大聯盟少數能夠橫跨四個年代的棒球員。他不僅是當時匹茲堡毒品審判案中最後一位退休的球員，也是最後一位在比賽中配戴無耳罩式頭盔上場的球員。

## 生涯打擊成績
| 出賽次數 | 打席  | 打數 | 得分 | 安打 | 二安 | 三安 | 全壘打 | 打點 | 盜壘 | 保送 | 三振 | 打擊率 | 上壘率 | 長打率 | OPS  |
| -------- | ----- | ---- | ---- | ---- | ---- | ---- | ------ | ---- | ---- | ---- | ---- | ------ | ------ | ------ | ---- |
| 2502     | 10359 | 8872 | 1571 | 2605 | 430  | 113  | 170    | 980  | 808  | 1330 | 966  | .294   | .385   | .425   | .810 |

## 榮譽

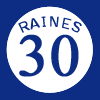
2004年，博覽會隊將雷恩斯的30號球衣退休。

2013年，雷恩斯入選加拿大棒球名人堂。他的高中母校也將22號球衣退休。
2017年，雷恩斯成功入選名人堂。

## 個人生活

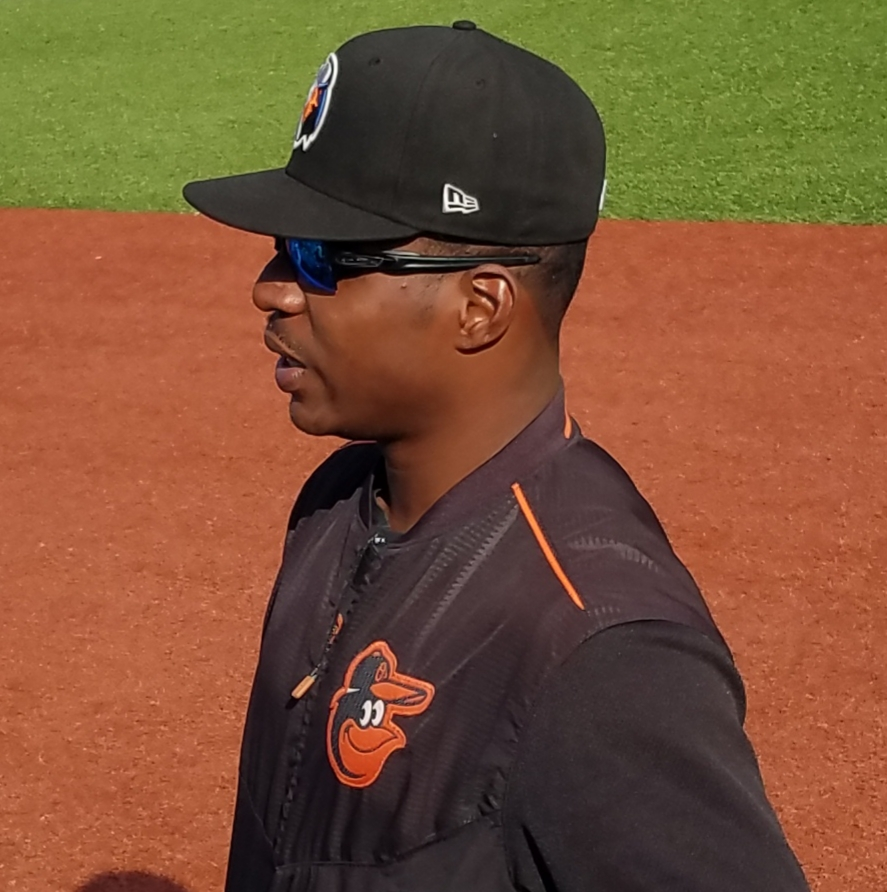
2018年，雷恩斯的大兒子雷恩斯二世在金鶯隊1A擔任打擊教練。

雷恩斯在1979年結婚，並有2個兒子。當時雷恩斯高中時還是美式足球的跑衛，不過最終他選擇加入職棒。

## 外部連結
- 球員資訊和成績在MLB，ESPN，Baseball-Reference，Fangraphs（英文）
- 提姆·雷恩斯在台灣棒球維基館上的頁面（繁體中文）

| 前任： Candy Maldonado | 完全打擊 1987年8月16日 | 繼任： Albert Hall |